# Exochus peroniae
Exochus peroniae là một loài tò vò trong họ Ichneumonidae.